# Eskişehir (circonscription électorale)
La circonscription électorale d'Eskişehir correspond à la province du même nom et envoie 7 députés à la Grande assemblée nationale de Turquie (6 entre 1995 et 2018, 7 entre 2018 et 2023).

## Composition
La circonscription d'Eskişehir est divisée en 14 districts (ilçe). Chaque district est composé d'un chef-lieu et de municipalités (communes et villages).

## Résultats électoraux

### Élections législatives de 2018
| Partis                   | Partis                                        | Voix    | %     | Sièges | +/-           | Élus                                        |
| ------------------------ | --------------------------------------------- | ------- | ----- | ------ | ------------- | ------------------------------------------- |
|                          | Parti de la justice et du développement (AKP) | 225 551 | 38,79 | 3      |               | Nabi Avcı, Harun Karacan et Emine Nur Günay |
|                          | Parti républicain du peuple (CHP)             | 187 676 | 32,27 | 2      | 1             | Utku Çakırözer et Jale Nur Süllü            |
|                          | Le Bon Parti (İYİ)                            | 76 784  | 13,20 | 1      | Nv.           | Arslan Kabukcuoğlu                          |
|                          | Parti d'action nationaliste (MHP)             | 57 747  | 9,93  | 1      | 1             | Metin Nurullah Sazak                        |
|                          | Parti démocratique des peuples (HDP)          | 24 821  | 4,27  | 0      | en stagnation |                                             |
|                          | Parti de la félicité (SP)                     | 6 452   | 1,11  | 0      | en stagnation |                                             |
|                          | Parti patriote (VATAN)                        | 1 445   | 0,25  | 0      | en stagnation |                                             |
|                          | Parti de la cause libre (HÜDA PAR)            | 780     | 0,13  | 0      | en stagnation |                                             |
|                          | Indépendants (Ind.)                           | 277     | 0,05  | 0      | en stagnation |                                             |
|                          |                                               |         |       |        |               |                                             |
| Total                    | Total                                         | 581 533 | 100   | 7      | 1             | -                                           |
| Inscrits / participation | Inscrits / participation                      | 646 221 | 89,01 |        |               |                                             |

### Élections législatives de 2023
| Partis                   | Partis                                        | Voix    | %     | Sièges | +/-           | Élus                                             |
| ------------------------ | --------------------------------------------- | ------- | ----- | ------ | ------------- | ------------------------------------------------ |
|                          | Parti républicain du peuple (CHP)             | 216 405 | 34,05 | 3      | 1             | Utku Çakırözer, Jale Nur Süllü et İbrahim Arslan |
|                          | Parti de la justice et du développement (AKP) | 210 655 | 33,15 | 2      | 1             | Fatih Dönmez et Ayşen Gürcan                     |
|                          | Le Bon Parti (İYİ)                            | 87 764  | 13,81 | 1      | en stagnation | İdris Nebi Hatipoğlu                             |
|                          | Parti d'action nationaliste (MHP)             | 46 453  | 7,31  | 0      | 1             |                                                  |
|                          | Parti de la victoire (ZP)                     | 18 829  | 2,96  | 0      | Nv.           |                                                  |
|                          | Parti de la gauche verte (YSP)                | 14 141  | 2,23  | 0      | en stagnation |                                                  |
|                          | Parti des travailleurs de Turquie (TIP)       | 10 550  | 1,66  | 0      | en stagnation |                                                  |
|                          | Nouveau parti de la prospérité (YRP)          | 9 049   | 1,42  | 0      | Nv.           |                                                  |
|                          | Parti de la patrie (M)                        | 8 064   | 1,27  | 0      | Nv.           |                                                  |
|                          | Parti de la grande unité (BBP)                | 6 963   | 1,10  | 0      | en stagnation |                                                  |
|                          | Parti jeune (GP)                              | 2 004   | 0,32  | 0      | en stagnation |                                                  |
|                          | Parti de la nation (MP)                       | 850     | 0,13  | 0      | en stagnation |                                                  |
|                          | Parti communiste de Turquie (TKP)             | 743     | 0,12  | 0      | en stagnation |                                                  |
|                          | Parti patriote (VATAN)                        | 582     | 0,09  | 0      | en stagnation |                                                  |
|                          | Parti de gauche (SOL)                         | 435     | 0,07  | 0      | en stagnation |                                                  |
|                          | Parti de l'union du pouvoir (GBP)             | 428     | 0,07  | 0      | Nv.           |                                                  |
|                          | Parti des droits et libertés (HAK)            | 357     | 0,06  | 0      | en stagnation |                                                  |
|                          | Parti de libération du peuple (HKP)           | 295     | 0,05  | 0      | en stagnation |                                                  |
|                          | Parti de la route nationale (MYP)             | 218     | 0,03  | 0      | Nv.           |                                                  |
|                          | Mouvement communiste (TKH)                    | 139     | 0,02  | 0      | Nv.           |                                                  |
|                          | Parti de l'innovation (YP)                    | 119     | 0,02  | 0      | Nv.           |                                                  |
|                          | Parti de la justice (AP)                      | 41      | 0,01  | 0      | Nv.           |                                                  |
|                          | Parti de la justice et de l'unité (AB)        | 28      | 0,00  | 0      | Nv.           |                                                  |
|                          | Parti de la mère patrie (ANAP)                | 18      | 0,00  | 0      | en stagnation |                                                  |
|                          | Indépendants (Ind.)                           | 348     | 0,05  | 0      | en stagnation |                                                  |
|                          |                                               |         |       |        |               |                                                  |
| Total                    | Total                                         | 635 478 | 100   | 6      | 1             | -                                                |
| Inscrits / participation | Inscrits / participation                      | 689 529 | 90,84 |        |               |                                                  |